# Accipiter rufitorques
Accipiter rufitorques е вид птица от семейство Ястребови (Accipitridae). Видът е незастрашен от изчезване.

## Разпространение
Разпространен е във Фиджи.